# Benetity
Benetity (nebo též Bennettity, Bennettitales, Cycadeoides) jsou vymřelým řádem semenných rostlin. Poprvé se objevily v permu či triasu a vymřely ve svrchní křídě. V období mezozoika (druhohor) patřily společně s jehličnany a jinany k dominantám tehdejší flóry. Vzhledově byly velmi podobné cykasům, mezi něž byly v dřívějších taxonomických systémech též řazeny. Byly charakterizovány silnými, větvenými či nevětvenými kmeny a dlouhými, zpeřenými listy. Význačným rysem jsou oboupohlavné šištice s vnějšími obaly připomínajícími okvětí; šlo o struktury podobné primitivním květům magnolií, díky čemuž byly dle euanthiové teorie považovány za přímé předchůdce krytosemenných rostlin.
Fosilní nálezy benetitů jsou řazeny do dvou čeledí: Cycadeoidaceae s krátkým kůlovitým kmenem a strobily přisedlými mezi listy, a Williamsoniaceae se kmenem štíhlým, větveným a strobily na koncích větví. Taxonomické postavení celé skupiny v rámci semenných rostlin zdaleka dosud není vyřešeno.

## Galerie

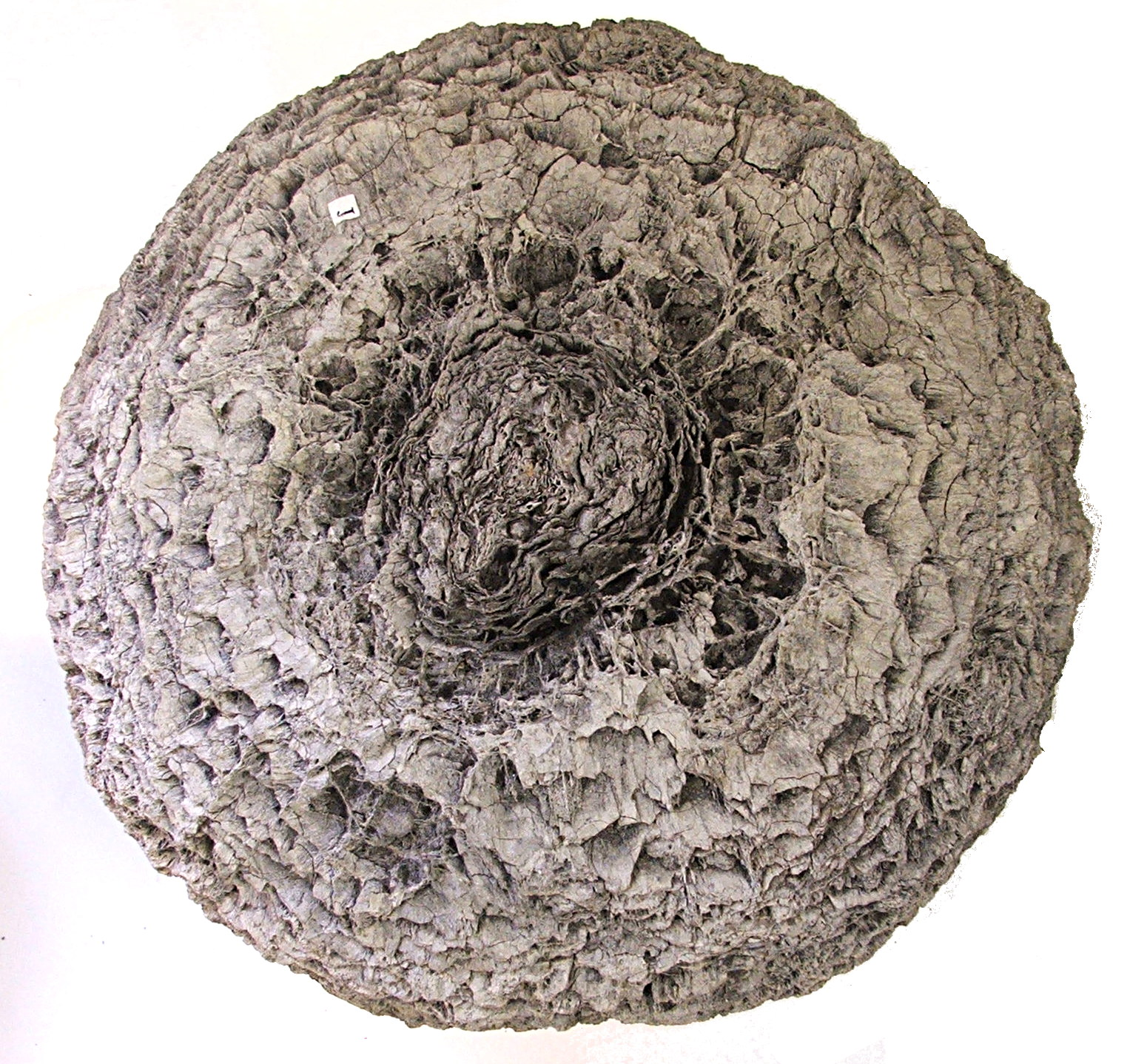
Zkamenělina benetitu, smáčknutá později pod tlakem okolních hornin
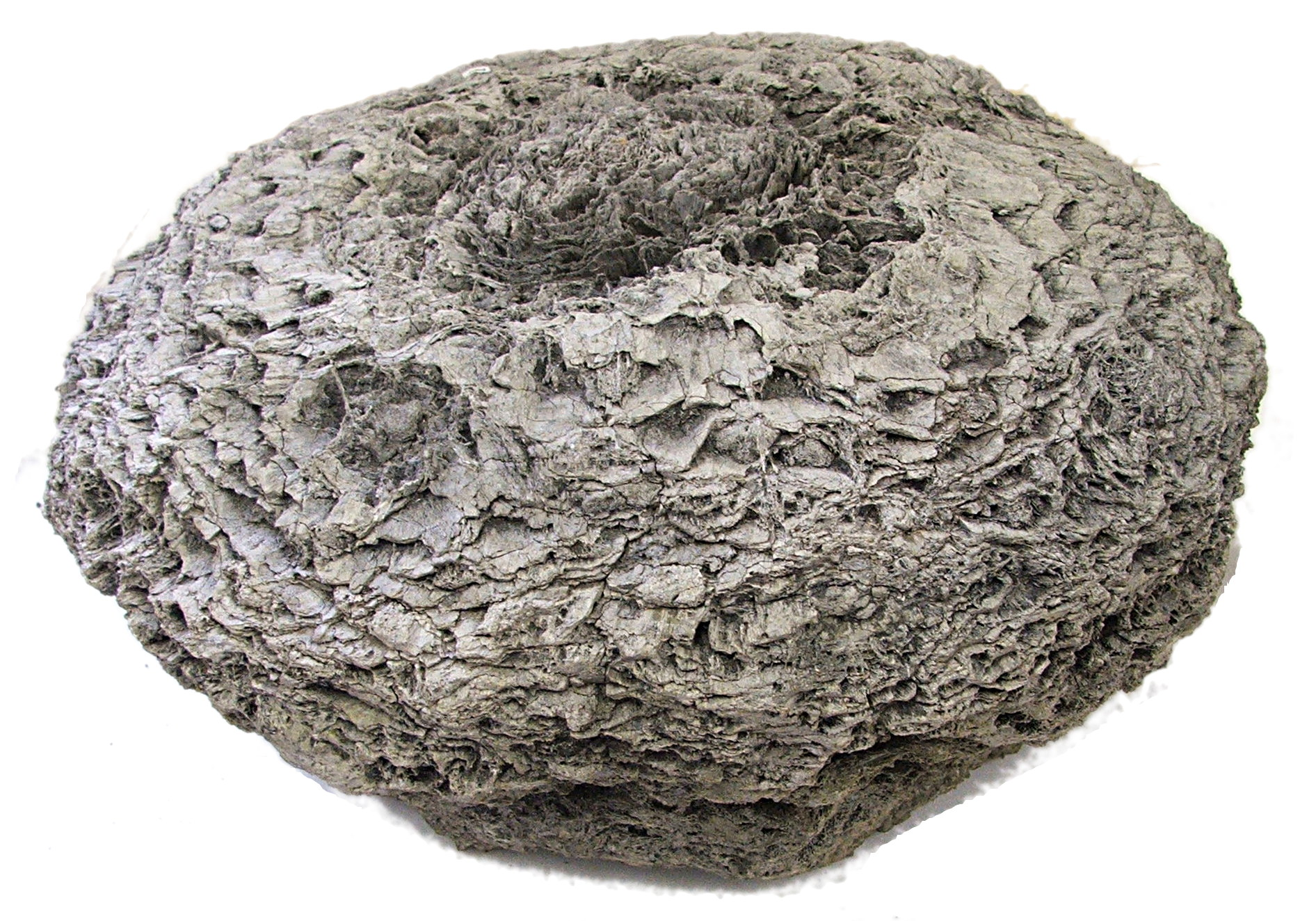
Pohled ze strany, kmen s "květy"
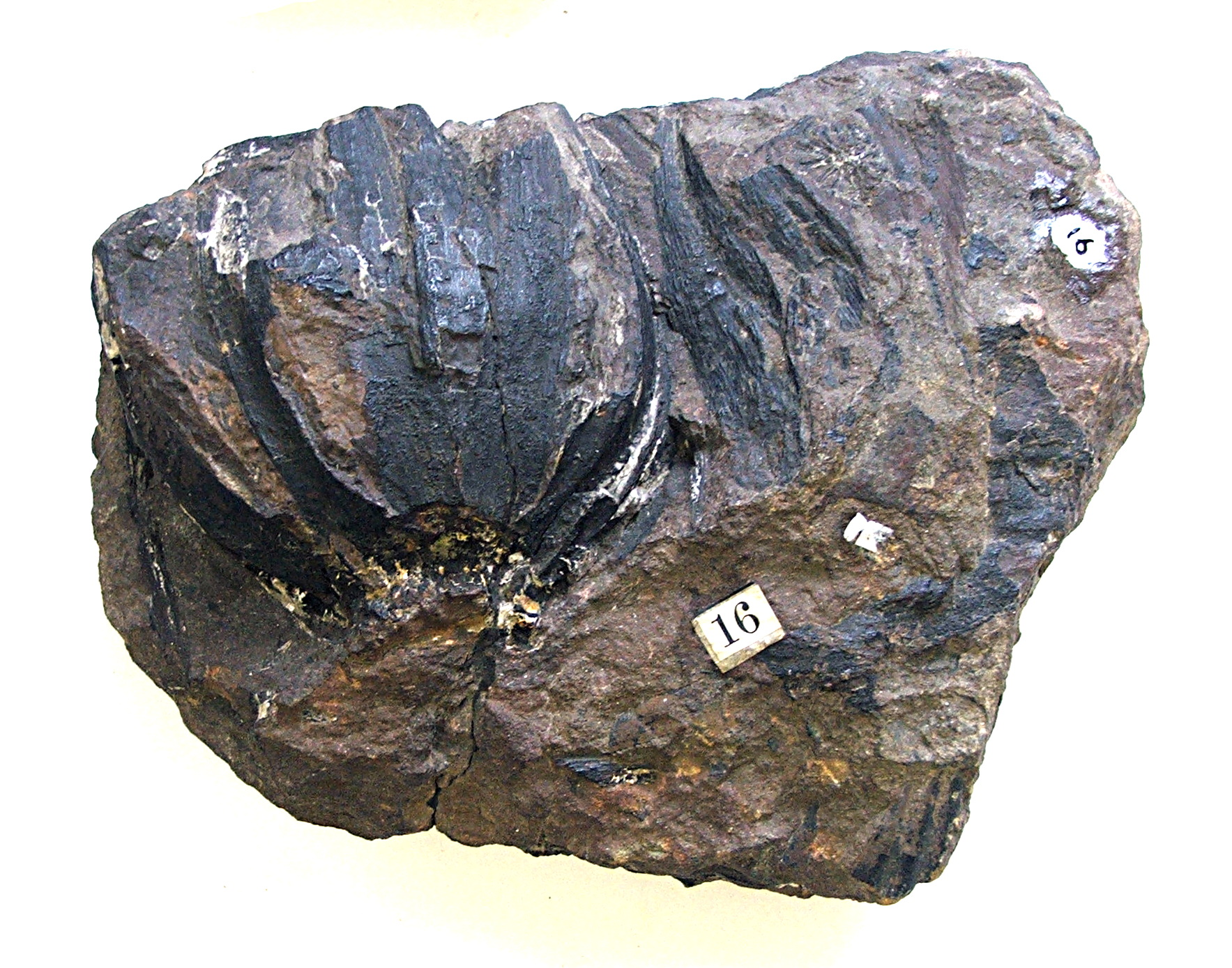
Orgán nikoliv nepodobný květu
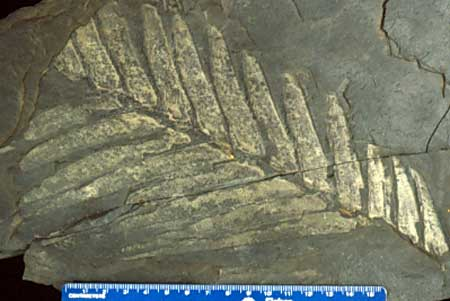
Fosilní list druhu Zamites mariposana
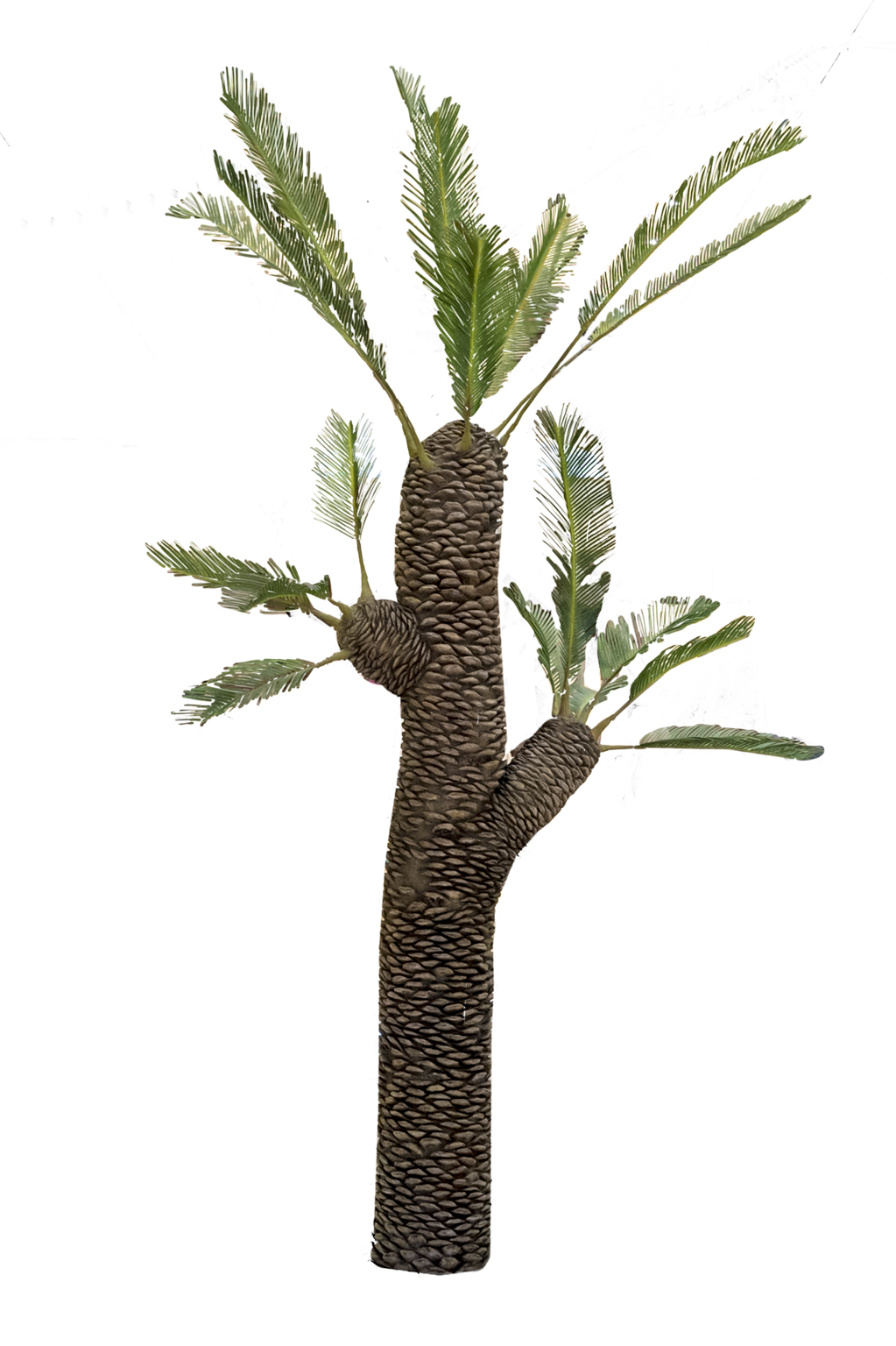
Rekonstrukce benetitu z rodu Williamsonia